# Semasiología
La semasiología es una rama de la lexicología o vocabulario que estudia la relación que va desde la palabra al objeto; en el diálogo esta función la cumple el receptor, que recibe la palabra del emisor y le atribuye el significado que corresponda. Es decir que el receptor adquiere una sustancia de elementos emitida por alguien y mentalmente le otorga significación.
Puede ser entendido como el camino inverso de la onomasiología.
Este concepto se usa a menudo como sinónimo de semántica, es decir, como el estudio del significado de las palabras.

En el DRAE como primera acepción remite a "semántica", definiéndola como: Estudio del significado  de los signos lingüísticos y de sus combinaciones, desde un punto de vista sincrónico o diacrónico.